# 20266 Денієлчої
20266 Денієлчої (20266 Danielchoi) — астероїд головного поясу, відкритий 20 березня 1998 року.
Тіссеранів параметр щодо Юпітера — 3,593.